# Lyssa zampa
Lyssa zampa is een nachtvlinder uit de familie Uraniidae, de uraniavlinders. De spanwijdte bedraagt tussen de 100 en 160 millimeter. De vlinder komt voor in het Indomaleisisch gebied.
Het leefgebied is bergachtig bosgebied waar de vlinder tot een hoogte van 2600 meter voor kan komen. De waardplanten van de rupsen komen uit het geslacht Endospermum.
De vliegtijd loopt van juni tot en met augustus.